# FLD-JLO
FLD-JLO is een Belgisch historisch merk van motorfietsen.
FLD-JLO was gevestigd in Waret-l'Évêque.
Dit bedrijf van de gebroeders Lambotte maakte in 1953 onder de naam "FLD" fietsframes maar ook bromfietsen en lichte motorfietsen, uiteraard voorzien van tweetaktmotoren van het merk ILO, dat meestal wordt gespeld als "JLO".